# Allison Bradshaw
Allison Bradshaw (* 14. November 1980 in San Diego, Kalifornien) ist eine ehemalige US-amerikanische Tennisspielerin.

## Leben
Bradshows Mutter Valerie Ziegenfuss, die ebenfalls Tennisspielerin war, gehörte zu einer Gruppe von Spielerinnen, die sich 1970 wegen der Bezahlung mit der United States Tennis Association (U.S.T.A) anlegten. Letzten Endes führte dies zum Entstehen einer eigenen Profitour (WTA).
Im Alter von sechs Jahren begann Bradshaw mit dem Tennisspielen. 1998 schloss Allison Bradshaw die High School erfolgreich ab.
Auf der Profitour tauchte Bradshaw erstmals 1999 auf, als sie die Qualifikation von San Diego spielte, aber gegen Anke Huber verlor. Im Jahr darauf spielte sie überwiegend auf der Satellite-Tour, aber auch wieder die Qualifikation in San Diego. Diesmal verlor sie in der zweiten Runden gegen Anne Kremer aus Luxemburg. Beim WTA-Turnier in Philadelphia verlor sie in der Qualifikation gegen Gréta Arn.
Mit einer Wildcard ausgestattet trat Bradshaw 2000 erstmals bei den US Open an. In der ersten Runde gewann sie gegen Sarah Pitkowski und in der zweiten Runde gegen Marissa Irvin, ehe sie gegen Arantxa Sánchez Vicario mit 6:7, 0:6 verlor.

## Turniersiege

### Einzel
| Kategorie              |
| ---------------------- |
| Grand Slam (0)         |
| Tour Championships (0) |
| Tier I (0)             |
| Tier II (0)            |
| Tier III (0)           |
| Tier IV & V (0)        |
| ITF Event (1)          |

| Nr. | Datum         | Turnier     | Belag | Finalgegnerin    | Ergebnis |
| --- | ------------- | ----------- | ----- | ---------------- | -------- |
| 1.  | 11. Juni 2000 | Hilton Head | Sand  | Jacqueline Trail | 6:3, 7:5 |

### Doppel
| Kategorie              |
| ---------------------- |
| Grand Slam (0)         |
| Tour Championships (0) |
| Tier I (0)             |
| Tier II (0)            |
| Tier III (0)           |
| Tier IV & V (0)        |
| ITF Event (2)          |

| Nr. | Datum              | Turnier        | Belag     | Partnerin      | Finalgegnerinnen                 | Ergebnis |
| --- | ------------------ | -------------- | --------- | -------------- | -------------------------------- | -------- |
| 1.  | 10. September 2001 | Peachtree City | Hartplatz | Jennifer Embry | Trudi Musgrave Julie Pullin      | 7:6, 6:2 |
| 2.  | 26. Januar 2004    | Boca Raton     | Hartplatz | Julie Ditty    | Natalie Dziamidzenka Sania Mirza | 6:3, 6:1 |

## Abschneiden bei Grand-Slam-Turnieren

### Einzel
| Turnier         | 2000 | 2001 | 2002 | Karriere |
| --------------- | ---- | ---- | ---- | -------- |
| Australian Open | —    | Q2   | Q2   | —        |
| French Open     | —    | 1    | —    | 1        |
| Wimbledon       | —    | 1    | —    | 1        |
| US Open         | 3    | 2    | —    | 3        |

Zeichenerklärung: S = Turniersieg; F, HF, VF, AF = Einzug ins Finale / Halbfinale / Viertelfinale / Achtelfinale; 1, 2, 3 = Ausscheiden in der 1. / 2. / 3. Hauptrunde; Q1, Q2, Q3 = Ausscheiden in der 1. / 2. / 3. Runde der Qualifikation; n. a. = nicht ausgetragen

### Doppel
| Turnier         | 1998 | 1999 | 2000 | 2001 | Karriere |
| --------------- | ---- | ---- | ---- | ---- | -------- |
| Australian Open | —    | —    | —    | —    | —        |
| French Open     | —    | —    | —    | —    | —        |
| Wimbledon       | —    | —    | —    | —    | —        |
| US Open         | 1    | —    | —    | 1    | 1        |